# I Cuerpo de Ejército (Bando republicano)
El I Cuerpo de Ejército fue una formación militar perteneciente al Ejército Popular de la República que luchó durante la Guerra Civil Española. Situado en el Frente de Madrid, participó en la ofensiva de Segovia y en el golpe de Casado.

## Historial
El I Cuerpo de Ejército fue creado el 22 de marzo de 1937, en el seno del Ejército del Centro, agrupando a las divisiones 1.ª, 2.ª, 3.ª y 10.ª. Tenía su puesto de mando en La Pedriza de Manzanares. Algunas fuerzas pertenecientes al I Cuerpo de Ejército tomaron parte en la ofensiva de Segovia, en junio de 1937. No volvió a intervenir en otras operaciones relevantes.
En marzo de 1939, cuando se produjo el golpe de Casado, fuerzas del I Cuerpo se posicionaron en contra de la facción «casadista» y llegaron a tomar varias posiciones claves en la capital. El comandante de la unidad, el coronel Luis Barceló, dirigió la resistencia contra las fuerzas «casadistas». En poco tiempo la mayor parte de Madrid cayó en manos de Barceló.
Tras el final de los combates José Gallego Pérez fue nombrado comandante del I Cuerpo de Ejército.

## Mandos
Comandantes
- coronel Domingo Moriones Larraga;[8]
- teniente coronel Luis Barceló Jover;
- teniente coronel José Gallego Pérez;

Comisarios
- Ramón Díaz Hervás, del PSOE;[9]
- Victorio Casado Fernández, del PSOE;

Jefes de Estado Mayor
- comandante de Estado Mayor Ángel Lamas Arroyo;
- teniente coronel de Estado Mayor Julio Suárez-Llanos Adriansens;[10]

## Orden de batalla
| Fecha               | Ejército adscrito   | Divisiones integradas | Frente de batalla    |
| Marzo de 1937       | Ejército del Centro | 1.ª, 2.ª, 3.ª y 10.ª  | Sierra de Guadarrama |
| Diciembre de 1937   | Ejército del Centro | 1.ª, 2.ª, 3.ª y 69.ª  | Sierra de Guadarrama |
| Marzo-abril de 1938 | Ejército del Centro | 1.ª, 2.ª y 69.ª       | Sierra de Guadarrama |